# Новак, Ян (хоккеист)
Ян Новак (чеш. Jan Novák; 9 февраля 1979, Гавличкув-Брод) — чешский хоккеист, защитник. Чемпион Чехии 2003 и 2008 годов. Воспитанник хоккейного клуба «Гавличкув-Брод». Известен по выступлениям за команду «Славия Прага».

## Карьера
Ян Новак дебютировал в чешской Экстралиге в сезоне 2007/08 за пражскую «Славию». Первые три сезона он также играл за юниорскую команду «Славии» и выиграл с ней три подряд чемпионата Чехии для игроков не старше 20 лет (с 1998 по 2000 год). Он провёл в команде 9 лет, за которые помог «Славии» в первый раз в своей истории выиграть Экстралигу. Летом 2006 года перешёл в клуб российской Суперлиги «Ак Барс» из Казани, с которым завоевал серебро чемпионата России и золото кубка европейских чемпионов. Потом он выступал в Швеции за «Шеллефтео», в Финляндии за «Кярпят», недолго поиграл в КХЛ за «Автомобилист» из Екатеринбурга, после чего вернулся в Чехию. Играл команды Экстралиги «Млада Болеслав», «Комета Брно», «Ческе-Будеёвице» и «Пираты Хомутов». В 2016 году вернулся в свой первый клуб, пражскую «Славию», за который выступал в чешской первой лиге до конца сезона 2020/21.
С 1999 по 2006 год играл за сборную Чехии, в том числе на чемпионате мира 2004 года в Праге.

## Достижения
- Чемпион Чехии 2003 и 2008
- Обладатель Кубка европейских чемпионов 2007
- Серебряный призёр чемпионата Чехии 2004, 2006 и чемпионата России 2007
- Лучший снайпер среди защитников Экстралиги 2004 (12 голов)
- Лучший защитник Экстралиги 2006

## Статистика
- Чешская Экстралига — 793 игры, 251 очко (65+186)
- Первая чешская лига — 309 игр, 134 очка (25+109)
- Чемпионат России / КХЛ — 54 игры, 12 очков (2+10)
- Финская лига — 19 игр, 2 очка (0+2)
- Шведская лига — 10 игр, 1 очко (0+1)
- Словацкая экстралига — 46 игр, 10 очков (2+8)
- Словацкая первая лига — 1 игра
- Австрийская лига — 28 игр, 14 очков (1+13)
- Итальянская лига — 26 игр, 8 очков (0+8)
- Европейский трофей — 11 игр, 5 очков (3+2)
- Кубок европейских чемпионов — 5 игр, 1 очко (1+0)
- Лига чемпионов — 4 игры, 2 очка (1+1)
- Сборная Чехии — 34 игры, 8 очков (4+4)
- Всего за карьеру — 1340 игр, 448 очков (104 шайбы + 344 передачи)